# Kőrösi Sándor (nyelvész)
Kőrösi Sándor, született Reich Sándor (Nagykőrös, 1857. június 27. – Budapest, Józsefváros, 1929. március 9.) író, nyelvész, szótáríró, állami főgimnáziumi tanár.

## Élete
Nagykőrösön született, ahol apja Körösi (Reich) Zsigmond szegény kántor, anyja Goldhammer Mária volt. Fivére Kőrösi Henrik (1859–1930) író és tanár volt. A gimnázium alsó osztályait Rimaszombatban, a felsőbbeket Jászberényben végezte. A pesti egyetemre iratkozott be; azonban 1875-ben apja meghalt és rossz anyagi helyzetbe került, emiatt többször abba kellett hagynia tanulmányait, hogy vidéki nevelősködéssel fenntarthassa magát. 1880-ban Budapesten jutott nevelői álláshoz, majd ismét az egyetemre került és nyelvészetet tanult. Előszeretettel hallgatta Budenz- és Simonyi előadásait. 1880-ban Reich családi nevét Kőrösire változtatta. 1881-től tagja volt a tanárképző-intézet gyakorló iskolájának, ahol különösen Kármán Mór volt rá befolyással. 1883-ban tanári vizsgát tett a magyar és német irodalomból és nyelvészetből. 1884-ben állami ösztöndíjjal Olaszországba ment, hogy elsajátítsa az olasz nyelvet. Ideje java részét Rómában töltötte és nyelvészeti ismereteit az olasz könyvtárakban is gyarapította. 1884 szeptemberétől a fiumei magyar királyi állami főgimnáziumban mint a magyar nyelv és irodalom tanára működött. 1900 és 1918 között Budapesten tanított. Elhunyt gyomorrákban 1929. március 9-én, életének 72. évében, tanári és írói munkásságnak IX. lusztrumában. Örök nyugalomra helyezték 1929. március 13-án délután a Kerepesi úti temetőben.

## Művei

### Folyóiratcikkek
Elbeszélései, levelei s cikkei a Jászberényben (1872-1873. elbeszélések), Családi Körben (1879. elb.), Magyarország és a Nagyvilágban (1881. életkép), Magyar Salonban (1884. 64. sz. A római karneval), Budapesti Hirlapban (1884. Livornói levelek, 304. 336., 1885. 20., 61. sz. A magyar tengerparton, 74. sz. Olasz szomszédság, nyelvészeti tárcza 1887. 358. sz. A legjobb olasz encyclopédia Magyarországról), a Középiskolai Tanáregylet Közlönyében 1884-85. Az olasz gymnasialis lyceumok. Az olasz reál-iskolák 1893. Fiuméban egy magyar óra), a Magyar Nyelvőrben (1882-1885. A Nyelvőr népnyelvi adataiból, Élő meg elavult szóképzők, Fige, Torzsa, 1886. Egy eszelős német ötlete, Olasz kölcsönszók, Atila, Atilla, 1897. Olasz kölcsönszók, 1891. Kocsonya, Paczkáz, páczika, Marczona, Mordály-, mordány, 1892. Dug. rejt. Néhány ritkább szó, Kalóz, A helyesirás kérdéséhez, Atilla és könyvism., 1894. Rémerős), a M. Paedagogiában (1895. Olaszországi középiskolai reformmozgalmak), Magyar Tengerpartban (Zrinyi és Machiavelli, 1897. A harmadik faktor, A Berčič autonomiája, Kérdőjelek, Hazafias nevelés, Az uj rend), a Fiume és a magyar-horvát tengerpart), a Magyarország vármegyéi és városai, Bpest, 1897. cz. munkában: Ünnepi és temetkezési szokások Fiuméban, A közoktatás, Fiume irodalma, Fiume társadalma. 1883. január 1-jén megalapította Fest Aladárral a Magyar Tengerpart című hetilapot, amelyet 1897 végéig Fiuméban szerkesztett.

### Könyvek
- Olasz kölcsönszók. Budapest, 1884–87.
- Grammatica teoretico-practica della lingua ungherese, scritta ad uso delle scuole et dello studio private. Parte I. La proposizione semplice. Budapest, 1891. (2. kiadás. Uo. 1893.) Parte seconda: La proposizione composta. Edita dal r. ung. ministero del culto et della publica instruzione. Fiume, 1898. (Ism. Egyet. Philol. Közlöny 1891., Budap. Szemle LXXIII. 1893., La Bilancia 1898. 314., La Voce del Popole 3314. sz.).
- Adalékok Fiume néprajzához. Budapest, 1892. (Különnyomat az Ethnographiáéból.)
- A magyar nyelvbeli olasz elemek. Fiume, 1892. (Különnyomat a fiumei áll. főgymnasium Értesítőjéből. Magyar és német szöveg. Ism. Egyet. Philol. Közlöny, Erdélyi Muzeum.)
- Grammatica teoretico practica della lingua ungherese I–II. Budapest-Fiume, 1890–1898.
- Zrínyi és Machiavelli. Budapest, 1902.
- Olasz-magyar szótár I–II., Budapest, 1912.